# × Haagespostoa
× Haagespostoa G.D.Rowley è un genere di piante succulente della famiglia delle Cactacee, endemico del Perù.
Ibrido intergenerico naturale (Haageocereus × Espostoa).